# 발가 (신발)

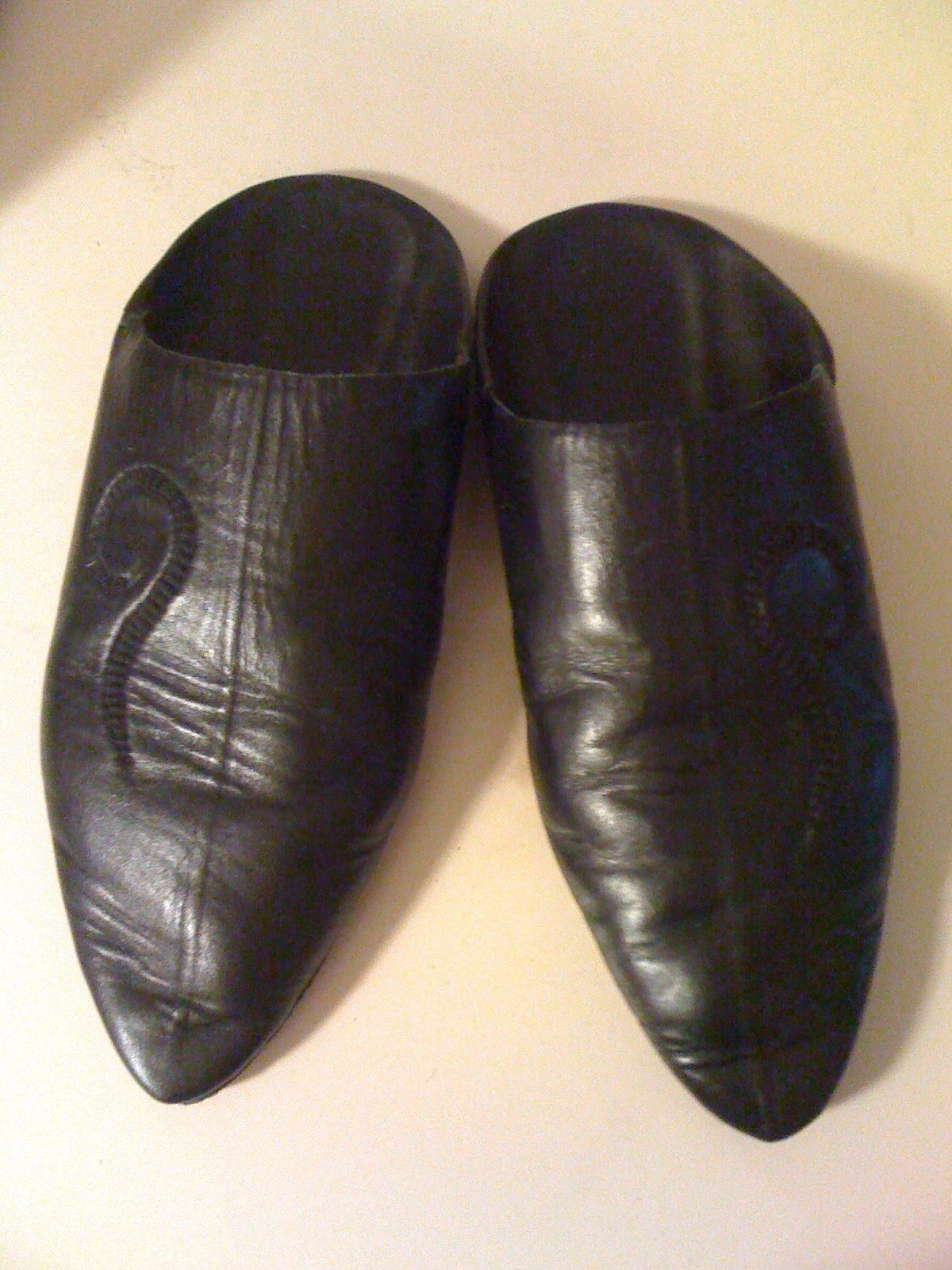
검은 색상의 발가

발가(아랍어: البلغة, 영어: Balgha)는 가죽으로 만든 굽이 없는 슬리퍼로, 마그레브 지역의 전통 신발이다. 벨가(belgha, belga)라고도 하며, 사회 계층과 거주지의 구별 없이 남녀노소 모두가 신는다.